# Sabungan Nihuta I
Sabungan Nihuta I is een bestuurslaag in het regentschap Tapanuli Utara van de provincie Noord-Sumatra, Indonesië. Sabungan Nihuta I telt 1059 inwoners (volkstelling 2010).